# 馮素蘭
馮素蘭（1970年12月12日—），為臺灣知名廣播DJ與舞臺劇演員。

## 人物生平
馮素蘭出生於臺灣雲林縣，在出生二個多月後即被領養到高雄養父母家長大，隔月才申報戶口，身分證出生年月日則登記為民國六十年三月二十二日。大仁國中田徑隊時曾代表校方獲得女子百米個人賽冠軍、亞軍。高雄市立海青高級工商職業學校就讀建築科時擔任海青人校刊副社長、話劇社團長，並於校內比賽獲得英文話劇最佳導演獎及最佳演技獎，也多次奪得朗誦比賽冠軍。就讀正修科技大學土木科，畢業後於建設公司擔任採購助理一職，後於1995年（民國84年）港都電台開台徴員，並從三百多位競爭對手中脫穎而出獲選為節目DJ，曾任港都電台節目督導與《快樂啊！港都》主持人，曾連續三年獲得全國電台情人獎，高雄市政府金輪獎得主，出道當年獲運匠界封為高雄市計程車情人，聽眾稱素蘭為快樂高手。2003廣播十大名人榜，全國排行第四名。2007年獲頒國立中山大學碩士學位。2014年代表台灣參賽獲頒盛妝亞洲最佳時尚主持人獎TOP 5，於2023年四月從港都電台退休。獲頒海青工商與正修科大傑出校友獎。2023年七月於微微笑廣播網任職節目總監，現仍活躍中。。

## 活動主持
- 1994-1999連續六年，高雄市政府跨年晚會主持人。
- 1996高雄市政府金輪獎得主，連續三年獲得全國電台情人獎。
- 2003廣播十大名人榜，全台前四強。
- 2004【年代電視】玩樂報馬仔外景主持人。
- 2005【東風電視台】全球直播金曲獎入圍名單公佈，與陳建州雙搭主持。
- 2009【世運博覽會】系列活動指定主持，華視轉播。
- 2010【尾牙春酒主持】台橡、台虹、台郡科技、亞太、名發、龍騰建設、金革唱片…。
- 2011-2014路科新廠啟用典禮、國防部眷區動土及上樑典禮、台積電中科新廠動土典禮、嘉義市中秋晚會、里港跨年、空軍官校晚會、神農祭晚會、鳳荔文化節、岡山羊肉節、大鵬灣國際風帆賽、雲林縣全運會晚會、行政院勞委會全國創業楷模頒獎、市議員李眉蓁500桌婚宴…主持。
- 2014有時尚界奧斯卡之稱的盛妝亞洲獲頒TOP5【最佳主持人獎】
- 2015友友建設、五互集團、傑出經理人頒獎典禮、高屏澎東分署活動、全國消防晚會、枋寮民歌晚會。
- 2016-2019台灣人夀路跑、南山人夀尾牙、水利署水資源宣導、保安宮遶境、民視全國吉祥物PK戰、台灣戲曲中心啟用典禮、陸軍天山營區動土、左營萬年季、賓士汽車動土典禮指定主持。
- 2020高雄市政府元旦升旗典禮主持。農委會南遊記記者會。勞動部多元fun年祭。
- 2021川湖集團、威力德生醫尾牙。台電興達廠動土典禮。賓士汽車內湖廠、竹北廠上樑。保時捷汽車新竹廠動土典禮。中山大學40週年校慶。
- 2022海軍陸戰隊99旅新建工程動土。海軍軍官學校新建工程動土。

鋼鐵協會三十週年晚會。大社重陽節。教育局全國元宇宙競賽。創價美術館閉館廣播配音
- 2023高雄九間市立醫院聯合策略研討營。
- 2022及2023高雄市捐血中心愛心大使、公益代言人。

## 電視通告
- 吳宗憲、康康主持：周日八點黨
- 小S、蔡康永主持：康熙來了
- 利菁主持：麻辣天后宮
- 唐從聖主持：緯來電視笑話冠軍
- 壹電視于美人、岑永康主持:一天一蘋果
- 中天張佩珊主持:幸福相談所
- 三立于美人、納豆主持:女人好犀利

## 舞台劇
- 2009年8月《頻率983》演出日期：8/21-8/23
  - 導演：李宗熹
  - 嘉賓演出：原住民甜心高瑞欣
  - 演出人員：孫國祥、翁碧蓮、素蘭、小狄、致源、圓圓、程明智、JOJO

## 外部連結
- DJ素蘭的facebook粉絲專頁 （页面存档备份，存于）